# Los testigos (película de 2007)
Los testigos es una película francesa dirigida por André Téchiné en el año 2007 sobre el comienzo de la epidemia del SIDA  y su devastador efecto en la sociedad de los 80.

## Argumento
En 1984, un ilusionado Manu llega a París para vivir con su hermana y disfrutar de la vida gay en la ciudad. Allí conoce a Adrien, un médico cincuentón bien posicionado, que se enamora del chico y decide introducirle en su círculo de amistades. Le presenta a una pareja muy liberal formada por la bella Sarah y por Medhi, policía antivicio de origen musulmán. Cuando Manu y Mehdi comienzan una relación, alteran el orden del grupo. Lo peor llega cuando se enteran de que el joven tiene el SIDA

## Premios
Premios obtenidos por la película
- César al mejor actor secundario: Sami Bouajila
- Czech Gay and Lesbian Film Festival: Mejor película